# Chán (bouddhisme)
Pour les articles homonymes, voir Chan et Zen.

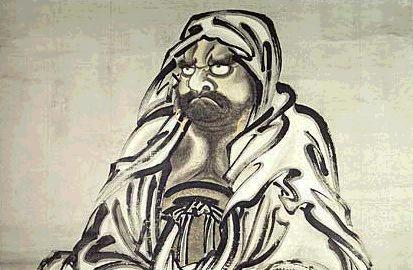
Bodhidharma, premier patriarche du chán en Chine

Le chán (chinois simplifié : 禅 ; chinois traditionnel : 禪 ; pinyin : chán ; EFEO : tch'an), parfois traduit en « méditation silencieuse », transcription en chinois classique du sanskrit dhyāna, est une forme de bouddhisme mahāyāna née en Chine à partir du Ve siècle, qui insiste particulièrement sur l'accession à l'expérience directe de l'Éveil par la méthode la plus efficace et la plus simple possible.
Comme pour toutes les écoles bouddhistes chinoises, on peut voir dans sa pensée une influence taoïste.
Sous ses multiples formes, il est devenu à partir du IXe siècle une des deux grandes catégories du bouddhisme chinois avec l'école de la Terre pure (jingtu).
Le chán s'est transmis de Chine au Viêt Nam (appelé thiền (chữ nho : 禪)), en Corée (appelé son (hangeul : 선/ hanja : 禪)) et au Japon (appelé zen (禅) / Kyūjitai : 禪). C'est sous son nom japonais de zen qu'il est le plus connu en Occident.

## Origines
La légende de l'origine de la tradition chán et de la lignée de ses maîtres remonte à un sermon du Bouddha Shakyamuni à ses disciples alors qu'ils étaient réunis sur le mont des Vautours, relaté dans le Lankavatara Sutra.
Pour tenter d'expliquer un point de son enseignement, il se contenta de cueillir silencieusement une fleur d'udumbara. Aucun des disciples n'aurait compris le message qu'il tentait de faire passer, à l'exception de Mahakashyapa, qui aurait souri au Bouddha. Celui-ci lui aurait alors dit devant l'assemblée qu'il lui avait ainsi transmis son trésor spirituel le plus précieux. C'est une préfiguration de la description du chán que l’on prêtera à Bodhidharma : « Pas d’écrit, un enseignement différent [de tous les autres], qui touche directement l’esprit pour révéler la vraie nature de bouddha (不立文字、教外別傳, 直指人心，見性成佛). »

## De l'Inde à la Chine

### Bodhidharma: la légende
Bodhidharma serait le fondateur de la doctrine du chán, mise au point au monastère de Shaolin, en Chine. Parti des Indes où il aurait été le vingt-huitième patriarche dans la filiation de Mahakashyapa, il se serait rendu en Chine pour réaliser une synthèse du bouddhisme et du taoïsme. Surnommé le Grand Voyageur par la tradition chinoise, et parfois le Moine aux yeux clairs, Bodhidharma aurait fondé les arts martiaux dont les mouvements et gestes seraient des représentations symboliques et initiatiques.

### Bodhidharma: l'histoire
Bodhidharma serait venu en Chine autour de 520. Les différents textes chinois qui le mentionnent ne s’accordent pas exactement sur son origine (Kānchīpuram dans le Sud de l’Inde ou Perse), ni sur sa route (arrivé par l’Ouest ou par un port du Sud-Est). On lui prête un attachement particulier pour le Lankavatara Sutra, et l'école qui deviendra la première lignée légitime chán est connue sous le nom d'école Lanka (楞伽宗).
La légende qui attribue la fondation du monastère de Shaolin à Bodhidharma n'est attestée qu'à partir du XIe siècle. D'autre part, bien qu’il existe au Kerala un type de yoga offrant une certaine similitude extérieure avec le kung-fu, des gymnastiques de type qigong semblent être mentionnées sur des textes chinois datant du Ve siècle av. J.-C., et les arts martiaux au mont Song ont précédé Bodhidharma. Il aurait néanmoins pu séjourner dans un autre temple du mont.

## En Chine

### Développement

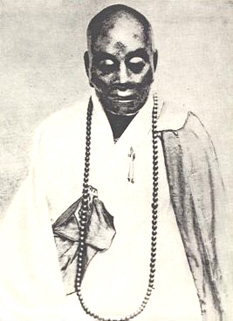
Momie de Huineng (Eno en japonais), sixième patriarche du chán en Chine

Malgré l’importance de Bodhidharma dans la légende du chán, on peut considérer ses successeurs chinois comme les véritables fondateurs de l’école. Le sixième patriarche en titre, Huineng, à qui l’on attribue le Sūtra de l’Estrade, l’un des principaux textes de référence du zen, occupe une place importante dans la tradition. La légende de sa vie met en scène une rivalité entre un certain chán dit « du Nord », celui des grands maîtres érudits proches du pouvoir, des grands monastères où l’enseignement du dhyāna est encadré et graduel, et un chán dit « du Sud », région encore un peu primitive aux yeux des nordiques, à la pratique plus créative, libre et spontanée, prônant l’éveil immédiat.
Cette scission sépare plus des contextes socio-politiques et personnels différents que des zones géographiques au sens strict. En fait, l'examen des écrits attribués aux maîtres de cette « école du Nord » qui se nommait elle-même du « Mont oriental » (东山 / 東山, dōng shān), siège de leur monastère, montre que leur enseignement n'était pas la caricature qu'en faisait leur adversaire et qu'ils n'écartaient pas la possibilité d'un éveil soudain. De manière générale, tout comme les maîtres taoïstes, les patriarches bouddhistes chinois ne craignaient pas de puiser à plusieurs sources. Daoxin et Hongren, par exemple, n’hésitèrent pas à emprunter les récitations de l’école de la Terre Pure (净土, jìngtǔ) comme exercice préparatoire à la méditation, en leur retirant leur valeur invocatoire.
La légende du sixième patriarche serait née de la propagande de celui qui se prétendait son successeur, Shénhuì (神会 / 神會, 668~686 - 748~762), qui semble avoir été le véritable promoteur de l’éveil instantané en opposition à la démarche graduelle, qu'il présentait comme inférieure. Prédicateur éloquent et conteur talentueux, il se dressa ouvertement en 734 contre Pǔjì (普寂, 651 - 739~740), septième patriarche de l’école Lanka, qui avait hérité son titre de Shenxiu, maître honoré de la cour de Wu Zetian. Shenhui prétendait que Hongren avait en réalité laissé la place à Huineng dont lui-même se réclamait, et que l’enseignement de Puji était sans valeur. Il fut banni au Jiangxi pendant une période pour agitation. En 756, les choses tournèrent en sa faveur : l’administration impériale, pressée par les besoins financiers nés de la lutte contre la rébellion d’Ān Lùshān (安祿山/安禄山, 703 －757), décida d’obliger les moines à acheter un certificat d’exercice. Shenhui usa de sa popularité pour faire la promotion de cette mesure et aida efficacement à renflouer les caisses. Il fut choisi comme septième patriarche par la cour Tang, faisant a posteriori de Huineng le sixième Maître Lanka. En bonnes relations avec de nombreux hommes de lettres dont le grand poète Wang Wei, il mit son talent littéraire à profit pour la promotion de sa lignée, ainsi que celui de Du Fu, ami de Wang Wei.
Quels que soient ses motifs, il avait mis l'instantanéité de l'illumination au cœur d'un débat qui réapparaîtra régulièrement dans la suite de l'histoire du bouddhisme.
À partir du début du VIIIe siècle apparurent de nombreuses branches de chán, dont celles des maîtres Mazu (马祖道一 / 馬祖道一, mǎzǔ dàoyī), Baizhang, Linji et Yunmen, qui devaient se développer au Japon. À l'origine de cette multiplication des groupes sous la bannière chán, outre la séparation des disciples qui s'en vont créer leur propre école à la mort du maître, on trouve le succès politique et institutionnel de la lignée Huineng-Shenhui. Des groupes d’origine indépendante se découvrirent brusquement des fondateurs disciples de Huineng ou d’un de ses compagnons jusqu’alors inconnu. Ainsi, la longue biographie de Farong (法融, fǎróng ?-657), fondateur de l’école du Mont de la tête de bœuf (牛头山 / 牛頭山, niútóu shān) près de Nankin, écrite par un de ses contemporains, ne mentionne pas son rattachement à l’école Lanka, mais à la fin du VIIIe siècle il sera présenté comme un disciple de Daoxin.
Un bon nombre de ces nouvelles branches représentent le courant radical et iconoclaste qui a marqué l'image de l'école. Parmi les sept branches du début du IXe siècle citées par Zongmi (宗密, ? — 841), moine de la lignée de Shenhui, quatre se rattachent à cette forme, qui séduisit certains et en choqua profondément d'autres, comme Liang Su (753-793), essayiste renommé, qui dénonça cette forme de chán comme néfaste et anti-bouddhiste, traitant ses promoteurs d'hérétiques et les comparant au démon Māra.

Certaines déclarations étaient en effet très audacieuses : 

« Les bodhisattvas sont des ouvriers qui transportent du fumier... le nirvana et la bodhi sont de vieilles souches où attacher vos ânes. Les douze catégories d'enseignement sacré ne sont qu'une liste de fantômes, du papier pour essuyer le pus des furoncles... qu'est-ce que tout cela a à voir avec la salvation ? 
Les sages ne s'adressent pas au Bouddha, ce grand assassin qui a attiré tant de gens dans les pièges du démon proxénète »

Certains groupes sont à l'origine des écoles du Zen japonais :
- Rinzai (Linji Yixuan 臨済義玄 : en japonais Rinzai Gigen, ?–866) se rattache à la lignée de Zhishen (智詵 ? — 702), deuxième disciple de Huineng selon la monographie de l'école Lanka (楞伽人法志), par l'intermédiaire de Mazu Daoyi (馬祖道一 709 — 788), Baizhang Huaihai (百丈懷海 en japonais : Hyakujo Ekai 720 — 814), Huangbo Xiyun (黃檗希運 ? — 850) et Linji Yixuan (臨濟義玄 Rinzai Gigen ? — 866).
- Beaucoup plus tard Ôbaku, fondé par Yinyuan Longqi (隱元隆琦 en japonais : Ingen Ryuki 1592-1613), fera également remonter sa lignée à Huangbo Xiyun, maître de Rinzai.
- Ummon Daishi (云门文偃 / 雲門文偃 864?-942) se réclame de Yúnmén Wényǎn .
- Sōtō se rattache à l'école Cáodòng (曹洞宗, Cáodòng zōng) fondé par Dongshan Liangjie (洞山良价 807-869).

À partir du milieu du IXe siècle, le climat politique se dégrada pour le bouddhisme. Les mesures sévères de répression prises à son égard entre 845 et 846 par l'empereur Wuzong entrainèrent la fermeture de près de 45 000 temples et monastères, dont 4 600 de grande envergure ; près de 250 000 moines et nonnes furent rendus à la vie civile. Beaucoup d’écoles disparurent, sauf le chán et Jingtu. En effet, les petits groupes ou pratiquants isolés vivant parfois en ermites, qui se rattachaient en majorité au courant chán, avaient mieux résisté à l'année de persécution. C'est donc ce courant qui se retrouva responsable de la plupart des monastères lorsqu'ils rouvrirent. Par la suite, loin de s’isoler l’un de l’autre, chán et Jingtu continuèrent d'échanger concepts et pratiques ; plusieurs branches revendiquant l’union des deux courants virent le jour jusqu'à aujourd'hui. À partir des Song, des courants chán s'associèrent à la revendication syncrétiste « Taoïsme bouddhisme et néoconfucianisme proclament une même vérité », représentés par exemple par les maîtres Changshui Zuxuan des Song et Hanshan Deqing des Ming.

#### Dans le bouddhisme chinois
Le Chán est considéré comme un mouvement né plus de l’adhésion spontanée à un certain idéal de la pratique bouddhique que de l’expansion systématique d’une idéologie d’origine unique. Il représente entre autres une réaction contre l’intellectualisme et l’analyse textuelle et conceptuelle portée à l’extrême par certaines écoles comme Tiantai et plus encore Huayan.
Comme tous les religieux en Chine, qu’ils soient bouddhistes ou taoïstes, les proto-chán s’organisaient en lignées maître-disciples qui ne correspondent pas exactement aux classements idéologiques que l’histoire des religions fera ultérieurement. Ils s’identifiaient en général par le nom de leur lieu de pratique, de leur maître, ou de leur soutra préféré, comme les membres de la lignée officielle qui se nommaient « gens du Lankavatara Sutra ». Il semble que le Chán n’ait été utilisé avec le sens d'école définie qu’à partir du IXe siècle. Il est ainsi délicat d’apprécier ce que la transcription chinoise de dhyana, pratique après tout présente dans toutes les formes de bouddhisme, désigne exactement dans tel ou tel contexte pendant les trois premiers siècles après Bodhidharma. Charles W. Swain (1988) rappelle que le terme de chanshi (maître de méditation), devenu de plus en plus courant avec l’importance croissante donnée à cette pratique par de nombreux monastères, remplace parfois le terme fashi (maître de l’enseignement) sans indiquer de rattachement idéologique particulier. Liang Su (753-793), critique sévère des pratiques iconoclastes, cite les maîtres tiantai comme exemple de « bon Chán ». Or, si cette école a influencé l’ensemble du bouddhisme chinois, elle ne sera jamais comptée parmi les branches du Chán.
Comme toutes les formes du bouddhisme chinois, certains de ses principes sont en adéquation avec des idées taoïstes. On peut citer comme exemple le fait que les bonnes actions sont celles qui ne produisent pas de karma, que la poursuite délibérée d’un but est inefficace ; la valeur intrinsèque de la simple concentration sur une activité ordinaire est déjà exprimée dans le Zhuangzi (fable du boucher Ding). Hu Shi pensait même avoir reconnu le concept de l’éveil soudain dans les textes attribués au moine taoïste Daosheng (道生) né à la fin du IVe siècle. Ce conseil de Xuanjian a également des résonances très taoïstes :

« Habillez-vous, mangez, chiez, c'est tout. Il n'y a pas de [cycle] des morts et des renaissances à craindre, pas de nirvana à atteindre, pas de bodhi à acquérir. Soyez une personne ordinaire, sans rien à accomplir. »

On retrouve cette même idée dans les Entretiens de Lin-Tsi (Linji), « Instructions collectives §13 » :
Lors d'une instruction collective, le maître dit : « Adeptes, il n'y a pas de travail dans le bouddhisme. Le tout est de se tenir dans l'ordinaire, et sans affaires : chier et pisser, se vêtir et manger.
' Quand vient la fatigue, je dors ;
Le sot se rit de moi, le sage me connaît. '
« Un ancien l'a dit :
' Pour faire un travail extérieur,
Il n'y a que les imbéciles.' 
L'attitude de totale liberté vis-à-vis de la doctrine de certains correspond bien au cadre taoïste où chaque disciple, une fois indépendant, interprète comme il veut l'enseignement de son maître. La recherche de la voie ne connaît pas d'orthodoxie. Les taoïstes ont d'ailleurs un faible pour les moines errants chán dont ils font des héros ou même des dieux, comme Milefo ou Jigong.
À l'époque Song, le néo-confucianiste Zhū Xī (朱熹, 1130-1200) considérait la pratique de l'errance comme très formative et la conseillait à chén chún (陈淳 / 陳淳), un de ses disciples.
Rançon du succès, devenu en Chine l'une des grandes catégories du bouddhisme, le mot Chán recouvrit inévitablement des pratiques plus formelles que profondes dévaluant ses formules choc, d'où la naissance de l'expression populaire « kǒutóu chán » (口头禅 / 口頭禪, « Chán oral »), désignant l'utilisation d'un discours par un moine, qui ne sera pas mis en pratique.
Des philosophes chinois modernes ont considéré le Chán comme un mouvement autant social que religieux, une philosophie individuelle de la vie : Feng Youlan (1895-1990) le voyait comme un mouvement populaire de négativité, une sorte de contre-culture dont l’idéal était transmis par des anecdotes plutôt que par des textes ; Hu Shi (1891-1962) pensait que ses formes extrêmes « n'étaient pas du tout du Chán » (1953), mais une déclaration d'indépendance de la pensée.

#### Dans la Chine contemporaine
Dans la Chine traditionnelle, le religieux n'était pas séparé du politique. Lorsque la Chine est devenue une république en 1912, la volonté de modernisation de l'État a abouti à adopter les concepts occidentaux de laïcité et de séparation d'avec la religion. À cet effet, le pouvoir chinois a cherché à diminuer l'influence des monastères en les confisquant et en les convertissant en écoles.
Lorsque Mao Zedong prend le pouvoir en 1949, il cherche dans un premier temps à valoriser des éléments de la culture traditionnelle chinoise. À cet effet, il encadre le fonctionnement des religions en créant des associations mixtes composées de religieux et de cadres du parti communiste, il crée notamment l'association bouddhiste de Chine. Cependant à partir de 1954, Mao lance son idéologie du Grand Bond en avant qui se traduit par une politique de remembrement des terres. En conséquence, beaucoup de monastères voient leurs terres confisquées et s’appauvrissent. De 1966 à 1976, Mao prend un nouveau virage et lance la Révolution culturelle, les valeurs culturelles chinoises traditionnelles sont dénoncées au nom de la lutte contre les « quatre vieilleries » C'est un nouveau coup dur pour le bouddhisme, des milliers de sculptures et de temples sont détruits. Le Bouddhisme Chan continue cependant à être pratiqué dans les communautés chinoises d'outre-mer et en particulier à Taïwan.
À partir des années 1980, le pouvoir chinois change et s'intéresse de nouveau à la valorisation de son patrimoine, y compris religieux. Le temple Shaolin, point de départ du bouddhisme Chan en Chine, est reconstruit dans les années 1980. Cela sera suivi par la restauration de nombreux autres centres, dans lesquels les communautés monacales accueillent des laïcs pour des retraites et des cérémonies. Parallèlement à la dimension religieuse, le gouvernement chinois cherche aussi à faire des grands monastères des lieux touristiques ouverts au public. Cet afflux du public gène la pratique religieuse des moines, qui doivent consacrer beaucoup de temps à l'accueil et à la gestion. En conséquence, de plus en plus de monastères tentent de négocier avec les associations dont ils dépendent afin de réserver aux moines une partie des espaces et leur fournir le calme nécessaire à leur pratique.
Un laïc a fortement contribué à cette renaissance du bouddhisme Chan en Chine. Il s'agit de Nan Huai-Chin qui est le premier à avoir organisé des sessions de retraite méditative pour les laïcs dans le sud de la Chine.
En 2015, le nombre de moines bouddhistes Chan en Chine est estimé à 200 000 moines.

## Au Japon
C'est par l'héritage du chán et du son coréen que le bouddhisme zen arrive au Japon et s'implante par Bodhidharma 28e patriarche descendant de Bouddha et ce notamment en corrélation de temples ou dojo voués à la pratique des arts martiaux[pas clair].
Après un voyage d’étude en Chine Eisai (1141-1215) va apporter au Japon la pratique du chán issu de l'école Rinzai. En 1191, il revient au Japon. Dès lors il se heurte aux écoles du bouddhisme japonais apparues aux VIIIe et IXe siècles au sein de l’aristocratie japonaise (tel l’école Tendai, Shingon ou encore celle de la terre pure). En 1199 il quitte donc Kyoto pour la ville de Kamakura où le Shogun et les membres de sa caste de samuraïs accueillent avec enthousiasme ses enseignements zen orientés vers les arts-martiaux. Hôjô Masak, la veuve du Shogun Minamoto no Yoritomo donne à Eisai une autorisation pour construire le premier centre zen à Kamakura le temple Jufuku-ji.
Dès lors Bodhidharma (達磨) appelé Daruma (だるま) (qui vient de Dharma) s'inscrit au cœur de la caste bushido. Ainsi dès les débuts de la période Edo et des 250 ans de paix mis en place par le Shogunat Tokugawa, la voie du sabre suivie par les castes de samouraïs s’est forgée plus encore vers le bouddhisme chán issu du Daruma. Takuan Soho (1573-1645) prélat de la secte Rinzai (auteur notamment de l’Esprit Indomptable, Écrits d’un maître zen à un maître de sabre) côtoya et influença considérablement Yagyu Munenori (Heiho kadensho) et Miyamoto Musashi (Traité des cinq anneaux) le plus célèbre samouraï du Japon aujourd’hui appartenant au trésor national japonais, artiste et philosophe qui représenta à plusieurs reprises le Daruma. Ainsi le Traité des cinq roues apparenté au cinq éléments, godai ((五大) terre, eau, air, feu, vide ou éther) qui jalonnent le bouddhisme est rappelé sur tout le territoire japonais par le gorintō (« stūpa à cinq anneaux ») et jusqu'à aujourd'hui au sein du drapeau de la nouvelle ère, le drapeau Reiwa associé à l'eau et sa correspondance occidentale (solides de Platon et Mysterium Cosmographicum de Kepler).

## Dans les arts

### Textes
Malgré la définition du chán comme « sans écrit » (不立文字, bù lì wénzì), signifiant la transmission de l'enseignement sans écrits ou rouleau, mais plutôt par la compréhension mutuelle du maître et du disciple, attribuée à Bodhidharma, des sutras ont inspiré une partie de son enseignement ; certains maîtres ont laissé des écrits et des disciples ont rassemblé l'enseignement de leurs maîtres dans des recueils.
Parmi les sutras, on peut citer en premier lieu le Lankavatara Sutra rattaché à l'école yogacara, qui a grandement contribué à la philosophie idéaliste du Zen, qui voit en la conscience l'unique réalité. La tradition en fait le texte de référence de Bodhidharma ; plus récemment, D.T. Suzuki l'a abondamment commenté. Les soutras de « perfectionnement de la sagesse » que sont le Sūtra du Diamant et le Sūtra du Cœur sont également importants, ainsi que le Shurangama Sutra particulièrement apprécié des courants syncrétistes, et le Samantamukha Parivarta, un chapitre du Sūtra du Lotus.
Parmi les textes écrits en Chine pendant les premiers siècles du chán, mentionnons le Sūtra de l’Estrade attribué à Huineng, sixième patriarche, ainsi que deux recueils de koans, le « Recueil de la falaise bleue » (Bi yan Lu 碧巖錄 Jap. Hekiganroku) composé au XIIe siècle, et « La Barrière sans porte » composé au début du XIIIe siècle.

### Peinture

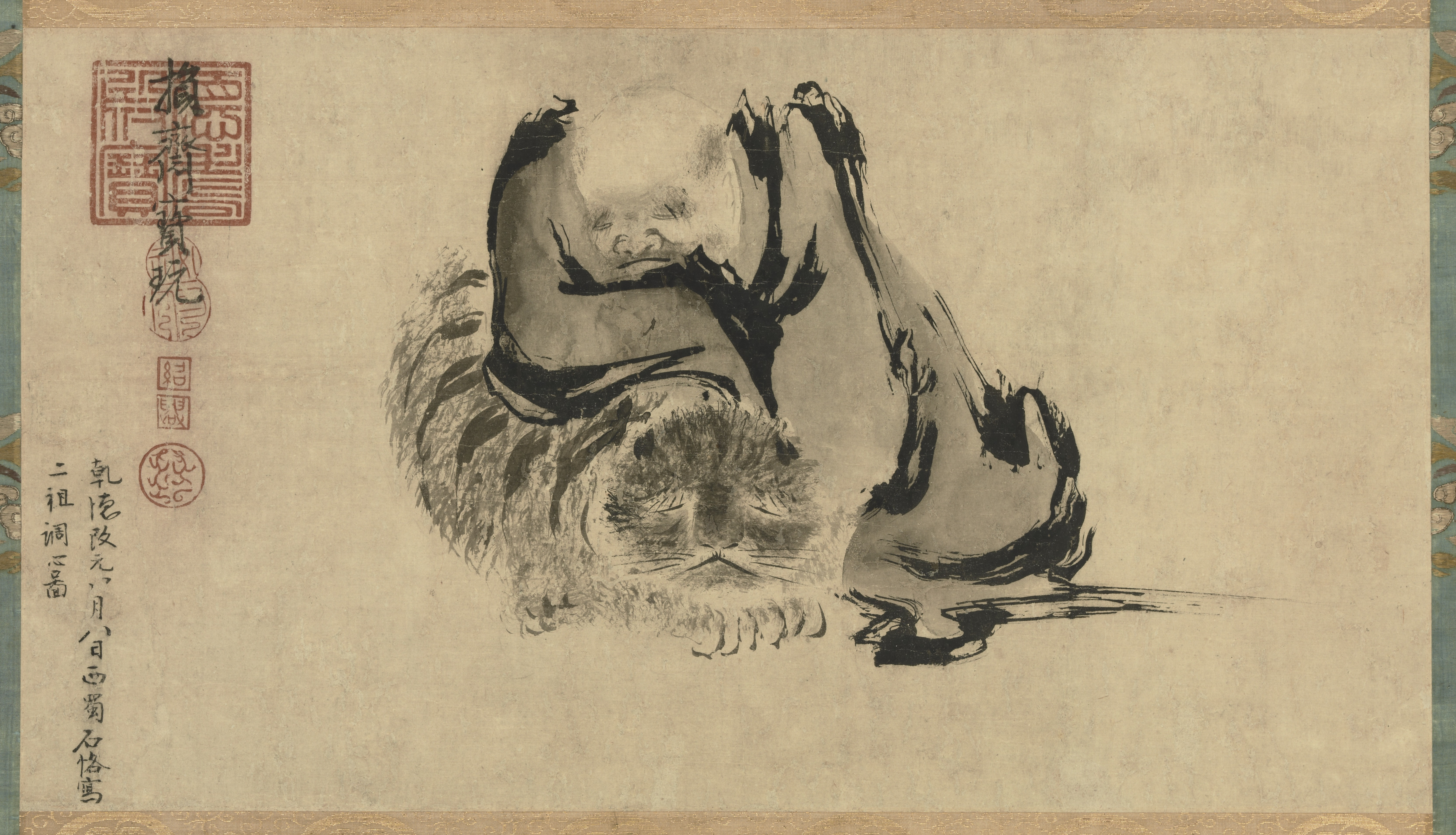
Deux patriarches purifiant leur cœur (détail). Shike (milieu du Xe siècle). Rouleau vertical, encre sur papier. Musée national de Tokyo
Un immortel, à l'encre éclaboussée, Liang Kai (act. déb. XIIIe siècle) Song du Sud, encre sur papier, feuille d'album, 48,7 × 27,7 cm. Musée national du palais
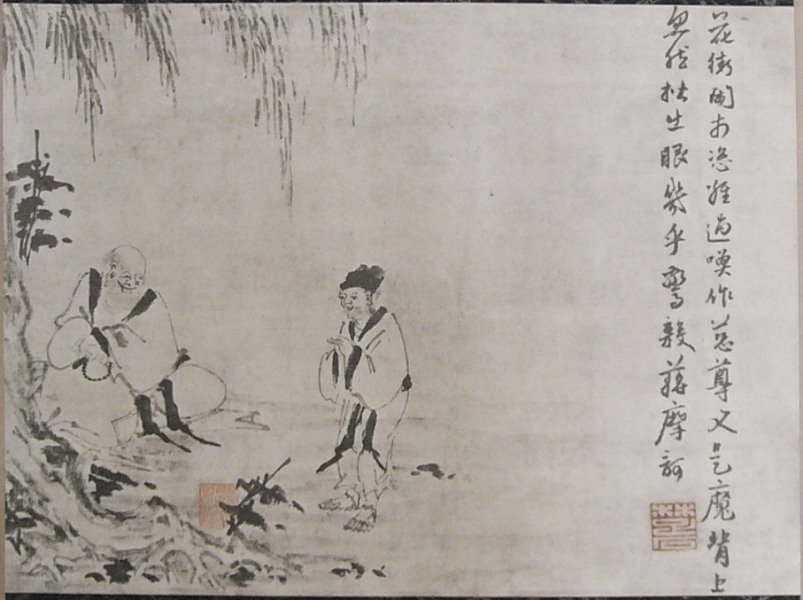
Fragment détaché des Actes des maîtres du chan (réplique): Budai (Hotei, [jap.]), XIVe siècle. Rouleau portatif horizontal, 35,6 × 48,5 cm. Encre sur papier. Nezu Art Museum, Tokyo.

### Cinéma
Dans le film taïwanais A Touch of Zen le titre fait bien référence au chán chinois puisque l'action se passe sous la dynastie Ming.

## Liste des patriarches du chán
Liste rapportée par la tradition des vingt-huit patriarches de l’école avant son arrivée en Chine :
|    | SANSKRIT             | CHINOIS                      | VIETNAMIEN                    | JAPONAIS      | CORÉEN                 |
| 1  | Mahākāśyapa          | 摩訶迦葉, Móhējiāyè          | Ma-Ha-Ca-Diếp                 | Makakashyo    | 마하가섭 / Mahagasŏp   |
| 2  | Ānanda               | 阿難陀 / Ānántuó             | A-Nan-Đà / A-Nan              | Anan          | 아난다 / Ananda        |
| 3  | Śānavāsa             | 商那和修 / Shāngnàhexiū      | Thương-Na-Hòa-Tu              | Shonawashu    | 상나화수 / Sanahwasa   |
| 4  | Upagupta             | 優婆掬多 / Yōupójúduō        | Ưu-Ba-Cúc-Đa                  | Ubakikuta     | 우바국다 / Ubagupta    |
| 5  | Dhrtaka              | 提多迦 / Dīduōjiā            | Đề-Đa-Ca                      | Daitaka       | 제다가 / Chedaga       |
| 6  | Miccaka              | 彌遮迦 / Mízhējiā            | Di-Dá-Ca                      | Mishaka       | 미차가 / Michaga       |
| 7  | Vasumitra            | 婆須密 / Póxūmì              | Bà-Tu-Mật                     | Bashumitsu    | 바수밀다 / Pasumilta   |
| 8  | Buddhanandi          | 浮陀難提 / Fútuónándī        | Phật-Đà-Nan-Đề                | Buddanandai   | 불타난제 / Pŭltananje  |
| 9  | Buddhamitra          | 浮陀密多 / Fútuómìduō        | Phục-Đà-Mật-Đa                | Buddamitta    | 복태밀다 / Puktaemilda |
| 10 | Pārśva               | 婆栗濕婆 / Pólìshīpó         | Bà-Lật-Thấp-Bà / Hiếp-Tôn-Giả | Barishiba     | 협존자 / Hyŏpjonje     |
| 11 | Punyayaśas           | 富那夜奢 / Fùnàyèshē         | Phú-Na-Dạ-Xa                  | Funayasha     | 부나야사 / Punayasa    |
| 12 | Ānabodhi / Aśvaghoṣa | 阿那菩提 / Ānàpútí           | A-Na-Bồ-Đề / Mã-Minh          | Anabotei      | 마명 / Mamyŏng         |
| 13 | Kapimala             | 迦毘摩羅 / Jiāpímóluó        | Ca-Tỳ-Ma-La                   | Kabimara      | 가비마라 / Kabimara    |
| 14 | Nāgārjuna            | 龍樹 / Lóngshù               | Long-Thọ                      | Ryusho        | 용수 / Yongsu          |
| 15 | Kānadeva             | 迦那提婆 / Jiānàtípó         | Ca-Na-Đề-Bà                   | Kanadaiba     | 가나제바 / Kanajeba    |
| 16 | Rāhulata             | 羅睺羅多 / Luóhóuluóduō      | La-Hầu-La-Đa                  | Ragorata      | 라후라다 / Rahurada    |
| 17 | Sanghānandi          | 僧伽難提 / Sēngqiénántí      | Tăng-Già-Nan-Đề               | Sōgyanandai   | 승가난제 / Sŭngsananje |
| 18 | Sanghayaśas          | 僧伽舍多 / Sēngqiéshèduō     | Tăng-Già-Da-Xá                | Sogyayasha    | 가야사다 / Kayasada    |
| 19 | Kumārata             | 鳩摩羅多 / Jiūmóluóduō       | Cưu-Ma-La-Đa                  | Kumarada      | 구마라다 / Kumarada    |
| 20 | Śayata               | 闍夜多 / Shéyèduō            | Xà-Dạ-Đa                      | Jayana        | 사야다 / Sayada        |
| 21 | Vasubandhu           | 世親 / Shìqīn                | Bà-Tu-Bàn-Đầu                 | Bashyubanzu   | 바수반두 / Pasubandu   |
| 22 | Manorhita            | 摩拏羅 / Mónáluó             | Ma-Noa-La                     | Manura        | 마나라 / Manara        |
| 23 | Haklenayaśas         | 鶴勒夜那夜者 / Hèlèyènàyèzhě | Hạc-Lặc-Na                    | Kakurokuyasha | 학륵나 / Haklŭkna      |
| 24 | Simhabodhi           | 師子菩提 / Shīzǐpútí         | Sư-Tử-Bồ-Đề / Sư-Tử-Trí       | Shishibodai   | 사자 / Saja            |
| 25 | Vasiasita            | 婆舍斯多 / Póshèsīduō        | Bà-Xá-Tư-Đa                   | Bashashita    | 바사사다 / Pasasada    |
| 26 | Punyamitra           | 不如密多 / Bùrúmìduō         | Bất-Như-Mật-Đa                | Funamitta     | 불여밀다 / Punyŏmilta  |
| 27 | Prajñātāra           | 般若多羅 / Bānruòduōluó      | Bát-Nhã-Đa-La                 | Hannyatara    | 반야다라 / Panyadara   |
| 28 | Bodhidharma          | 達磨 / Dámó (Dharma)         | Bodhidharma                   | Bodhidharma   | Bodhidharma            |

Liste des sept premiers patriarches du chán chinois :
1 Bodhidharma ( Damo 達摩, jap. Daruma だるま) 440?-528?
2 Huike (慧可, jap. Daiso Eka) 487 – 593
3 Sengcan (僧燦, jap. Konchi Sosan) ? – 606
4 Daoxin (道信, jap. Dai'i Doshin) 580 – 651
5 Hongren (弘忍, jap. Dai'man Konin) 601 – 674
6’ Shenxiu (神秀) 607?-706 (évincé)
6 Huineng (慧能, jap. Daikan Eno) 638 – 713
7’ Puji (普寂) 651-739 (évincé)
7 Shenhui (神會) 670? –760?

### Sources annexes
- Extrait des Entretiens de Lin-Tsi, traduit par Paul Demiéville, Paris, Fayard, 1972 (première partie (1-9 prédications) et début de la deuxième partie (10-16 instructions collectives), texte original sans l'accompagnement scientifique et les notes de Paul Demiéville)